# Tribolet
Tribolet (fl. XII-XIII secolo) è stato un oscuro trovatore, noto solo per una canzone, l'oscena Us fotaires que no fo amoros.
La rubrica della canzone veniva letta come t'bolet da Giulio Bertoni, il quale identificava il suo compositore in Tremoleta, ma Alfred Jeanroy suggerisce la lettura, ampiamente accettata, di "Tribolet". E ancora propone che la composizione attribuita a lui sia una parodia di un brano adesso perduto. La canzone si conserva in un canzoniere (G, folio 128) databile all'ultimo terzo del XIII secolo, lo stesso periodo in cui la canzone potrebbe essere stata scritta.
La frase "quello che ama" (le qui ama) trovata nei versi nono e diciottesimo ha causato una qualche confusione, poiché le sembra maschile: "colui [l'uomo] che lui ama". In base a questa lettura, sembra che il compositore sia un omosessuale frustrato, il quale esagera nel copulare con le donne, ma manca di farlo con l'uomo che desidera. Francesco Carapezza ha argomentato, tuttavia, che proprio come celes ("ogni donna") è una forma anomala dell'usuale celas, così le è proprio una forma insolita del femminile la, nel cui caso la poesia è un'esagerazione comica della brama eterosessuale. Secondo C. H. Grandgent, la forma le come maschile potrebbe indicare un'influenza dall'antico francese, e François Zufferey ha elencato altri esempi del normale maschile lo sostituito da le nell'antico occitano.

## Us fotaires que no fo amoros
de neguna, mais qe foter volria

esta totz iurs areiz e voluntos

de fotre celes qe fotre poria;

tal voluntat a de fotre tot dia,

q’En Esfotanz se clama:

fotaire las, dolens, çaitiu

e dis qe mal mor peiz viu

qi no fot qi ama.

Lo fotaire es tant de fotre angoxos,

com plu fort fot, mor fotant de felnia,

qe plu no fot qel fotria per dos

de fotedors de Lombardia;

q’en fotant dis: «Gariz so, se fotria.»

e N’Esfotanz se clama:

fotaires las, dolens, çaitiu,

e dis qi no fot qe mal viu

noit e çorn le qe ama.»
di nessuna, ma che fotter voleva

stava sempre eretto e pronto 

a fotter quelle che fotter potea;

tale voglia ha di fotter sempre.

che messer Fottere si chiama

Fottitor stanco, dolente, afflitto

e dice che brutta morte fa

chi non può fottere chi ama.

Il fottitore è sì angosciato di fottere,

che più forte fotte, muore di rimpianto fottendo

che più non fotte che fotteria

per due fottitori di Lombardia;

che fottendo dice: «Guarito son, se fotterò.»

e messer Fottitore si chiama.

Fottitore stanco, dolente, afflitto

e dice chi non fotte chi ama

giorno e notte vive male.»
(W. D. Paden and F. F. Paden (2007), Troubadour Poems from the South of France (Cambridge: D. S. Brewer), p. 238.)